# Semjon Kozjin
Semjon Leonidovitj Kozjin (ryska: Семён Леонидович Кожин), född 11 mars 1979 i Moskva, är en rysk målare, grafiker och dekoratör. 

## Biografi
Semjon Kozjin föddes 1979 i Moskva. Fadern Leonid Arkadjevitj Kozjin är ingenjör och modern Irina Mikhajlovna Kozjina, född Dajsjutova, är lärare i engelska.

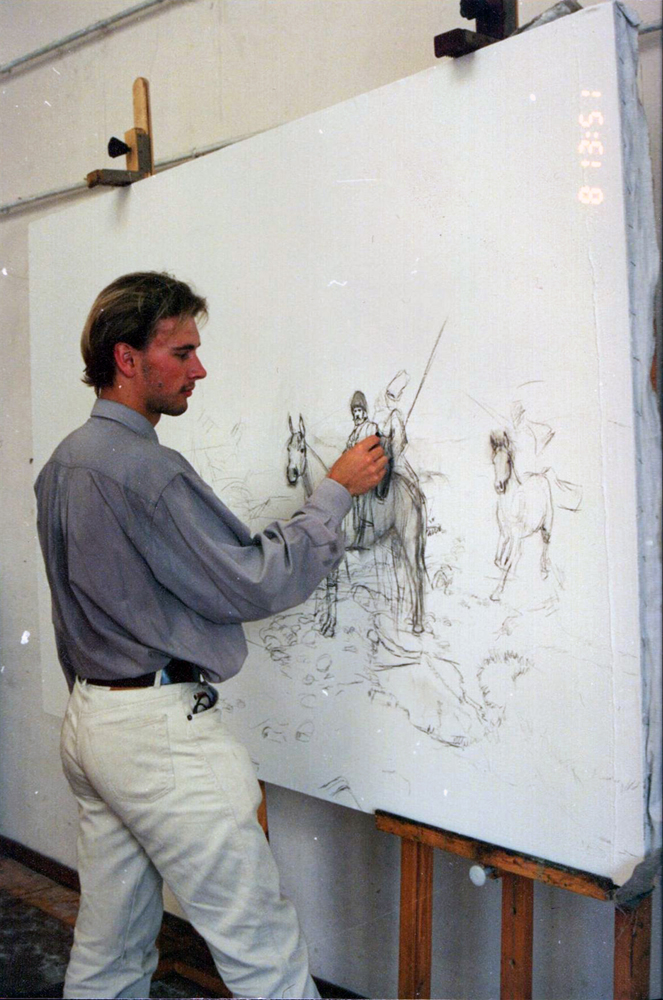
Kozjin under arbete med målning av Rubicon.

Under åren 1988–1990 gick Kozjin i en vanlig skola parallellt med att studera vid konstskolan Krasnopresnenskaja i Moskva. 1990 började han vid Moskvas akademiska konstlyceum vid Ryska Konstakademin. Som alla hans klasskamrater reste han runt i Ryssland för att teckna direkt från naturen (Velikije Luki, Ryazan, Solovki). Illustrationsserien till ”Fullständig kurs i rysk historia” utförde han som sin examensavhandling.
Året 1997 avlade Kozjin inträdesexamina till målarkonstavdelningen vid Ryska Akademin för Målarkonst, Bildhuggarkonst och Arkitektur. 2001 fick han i uppdrag att skapa en liten tavla ”En helgedag”. Efteråt målade han två varianter av kompositionen ”Smörjveckan. Vinteravskedsfest”. Under 2002 studerade Kozjin i landskapsmålningateljen under Alexander Pavlovitj Afonins ledning. Året 2003 avlade han sin akademiska examen med en tavla ”Ferapontov kloster”.
Sedan året 2000 har Kozjin deltagit i många konstutställningar. Han målar landskapsmålningar, stilleben, genremålningar och tavlor för historiska teman. Han använder flera olika tekniker, exempelvis vattenfärg, gouache, akrylfärg, oljefärg och temperafärg.
Åren 2001–2002 besökte Semjon Kozjin England under en studieresa. Där tecknade han en serie naturstudier av den engelska byn Haddenem (Backingshire).
2004 skapade han med akrylfärg illustrationer till en biografisk barnbok om Luciano Pavarotti. Boken utgavs i Korea. Samtidigt skapade han en serie grafiska teckningar till Bröderna Grimms sagor ”Rapunzel” och ”Hans och Greta”.
Åren 2005–2015 företog han många resor runt om i Ryssland (Tverskaja och Kaluzhskajaområdet, Gyllene ringen, Ural) och i utlandet (England, Malta, Irland, Schweiz, Grekland, Turkiet, Spanien, Italien, m.m.). Karakteristiskt för Kozjins verk är landskapets stämning, kraftig teckning och samtidigt en fin koloristisk färgskala av blåa och violetta övergångsfärgtoner. Båda naturobservationer och genomtänkta färg- och kompositionsbeslut kombineras i hans verk.
Bland arbeten som skapades under åren 2000–2015 finns landskapen av Moskva, Sankt Petersburg, Kolomenskoje, genremålningar och studier, historiska tavlor som ”Granatnyj gränd”, ” Ivan Kupala. Kransspående”, ”Vid Novodevitjij nunnekloster”, ”Rysk jakt”, ” Ny Albion, Frencis Drakes båt ”Gulddovhind”, ” Valaam. Snårskog”, ” Smörjveckan. Vinteravskedsfest”, ”En gammal ek i Kolomenskoje”, ”Julhelgsspående”, ”En kvinnelig jagare”; ”En vy i Moskva med ett höghus”, m.m. Målaren var intresserad av nattstädernas vyer och målade i stil efter impressionister; en hel serie av nattidenslandskaper kom till: ” Nyttårsnatt, Yeliseev butik”, ” Vasilij Blazhenny tempel”, ” Towerbridge”, ” Vellingtonarch”, m.m.
Förutom stadslandskap målar Kozjin i teman som är traditionella för landskapsmåleri. Målningar med ett begränsat motiv föredras (en trädgårdsvrå, en snöklädd skog, ljusstrålarnas lek på en spegelblank yta) framför  panoramavyer. Konstnären återger olika nyanser i naturens stämning, t.ex. ”Mormoderns grönsaksland”, ” December”, ” Bodrum. En rosa soluppgång”.
Under sina resor till England inspirerades Kozjin av engelska vattenfärgsmålare och skapade en serie akvareller. År 2003 besökte han en utställning i Eshmollmuseum, Oxford, England. Därefter använder han vattenfärg för sina verk ”Malta”, ” Connemaraberg”, ” Abbotsdömet Notley i England”, m.m. 
Under åren 2000–2006 målade Kozjin ofta stilleben. Kompositionerna är originella, med komplicerad ytbehandling och teckningsteknik, uppfyllda med associationer: t. ex. ”Stilleben med lobster”, ”Stilleben med musslor”, ”Stilleben med blommor. Efterbildning av flamländskt måleri”.
Under åren 2001–2007 skapade Kozjin en serie skisser och tavlor om det Fosterländska kriget 1812. Bland verk i serien kan nämnas ”Sorgegudstjänsten efter A. A. Tutjkov”, ”Rubicon. Skeppningen över floden Rubicon av Dennis Davydovs trupp 1812. 2001”, ”Napoleons rymning från kosacker”.
Kozjin experimenter gärna med måleriteknik och strävar efter effekter av avbildningens tre dimensioner och halvgenomskinlighet.
Kozjins verk finns i många museer och privata samlingar i Ryssland, England, Schweiz, USA, Kina och andra länder.

### Utställningar i vilka Semjon Leonidovitj Kozjin har deltagit
- 2001	Utställning i Haddenham, Buckinghamshire.
- 2002	Gemensam utställning av Primavara association i Konstnärens centralhus.
- 2003	Utställning ”Fresh art” i London. 
  - Utställning ”Vi alla är litet hästar” i ”Na Staromonetnom” antikvitetsgalleri.
- 2004	Utställning ”Vinter, vinter, överallt är vinter” i ”Na Staromonetnom” antikvitetsgalleri. En serie av målningar om Moskva avsedd för en banks utformning. Utställning ”Färgenergi” i Kollayer-Bristow galleri i London.
- 2005	Gemensam utställning av Primavara association i Konstnärens centralhus. Utställning ”Modernt ryskt måleri” i Kollayer-Bristow galleri i London. Utställning ”Ryska traditioner” i Rysslands restaureringscenter-Utställning ”Årstiderna” i ”Na Staromonetnom” antikvitetsgalleri. **Utställning ”Ryska traditioner” i Washington, D.C., USA.
  - Utställning ”Nytt ryskt måleri” i Oriel galleri i Dublin. Irland.
- 2006 Utställning ”Modernt ryskt måleri” i Karlton Hotel, Sankt-Morits, Schweits. Utställning ” London – Paris – New-York” i Kollayer-Bristow galleri i London.
- 2007	Utställning ”Akademins 20 års” i Manege, Moskva i samband med tjugoårsdagen av Ryska akademin för målarkonst, bildhuggarkonst och arkitektur. Utställning ”Livscykel. Bash Creation Art” i gravvalvet av St. Pancras Parish kyrka, London. Rossport officiell utställning i All-Rysslands ”Sport-7” Senter (Art Olymp galleri).
- Utställning i All-Rysslands utställningscenter ”Mästare 2007”. Utställning i ”Ryskt under” All-Rysslands utställningscenter.
- 2008 Utställning ”Sanningspoesi” i Les Oreades Galleri, Konstnärens centralhus. Utställning ”Akademia+” i Det Ryska Frtiebolaget ”Rysslands Enhetliga Energosystem” stödd av Den Ryska Federations kulturstiftelse. Utställning ”Europa i vår” i Oriel Galleri, Dublin, Irland. Auktion Nr 11 ”Ryska genremålningar, det XX århundrade”, organiserat av ”Rysk konstgalleri”, Moskva. Utställning och vernissage på Pusjkinskaya-kajen, Moskva, organiserad och stödd av ”JSA Sport Marketing Agency” inom ramen av Moskva Internationell regattan. Auktion Nr 72 ”Moderna målare – realister” i Sovkom Galleri, den 11 september 2008. Utställning ”Unga landskapsmålare” i N-Prospekt Galleri, Sankt Petersburg.
- 2009 Utställning ”Modernt ryskt måleri” i Oriel Galleri, Dublin, Irland. Utställning ”Nutidens traditioner” inom ramen av projektet ”Inbillningslek” i Schalyapin Galleri, Moskva. Den Internationella utställningen av måleri, fotografi, bildhuggarkonst och kalligrafi, Tjantjun, Kina, den 31 augusti – 15 september 2009. Utställning i ”Inbillningslek Galleri”, Izvestia Förlag, Moskva. Den sjätte Internationella utställningen av modern konst ”Russian Art Week”, Moskva och Sankt Petersburg. Utställning av unga realistiska målare ”Realismens attraktion” i ”Ismajlovo Galleri”.
- 2008-2009	Utställningar i ”Elena Galleri” i Moskva
- 2010	Välgörenhetsauktion till stöd för offer för terroristaktionen i Moskvas tunnelbana, den 29 maj 2010, website ”Investeringar för konst.
- 2012	Utställning ”Synliga gestalter” + en utställningshall vid Ryskt auktionshus, Gastgården, Moskva.
- 2015	Utställning ”Krimiska historier” inom ramen av skapareförbundet ”Nya peredvizhniker”, Arkitektornes centralhus, Moskva. Utställning i ”Kolomenskoje” Moskva Statsmuseum – reservat för konst, historia, arkitektur och naturlandskap.

### Kozjins verk i samlingar av olika museer
- Moskvas akademiska konstlyceums samling
- Rysk Akademin för Målarkonst, Bildhuggarkonst och Arkitektur, museum
- Kalugas konstmuseum, Kaluga
- Koselsks hembygdsmuseum, Koselsk
- Centralmuseet för Rysslands moderna historia, Moskva
- ” Kolomenskoje” Moskva statsmuseum för konst, historia, arkitektur och naturlandskap, Kolomenskoje, Ismailovo, Lefortovo, Ljublino, Moskva.
- Maloyaroslavets krigshistoriska museum av 1812, Maloyaroslavets
- Moskva museiföreningen ”Musei Moskvy”
- Muravjev Apostol lantgård, Moskva
- Surguts konstmuseum, Surgut
- Savitskij bildgalleri i Pensa, Pensa

### Citat
”Begrundande stämning, lyrisk begåvning, förmåga att använda olika teckningsteknik, en fin färgkänsla utmärker denna konstnär från hans kolleger och gör hans verk lysande och märkbar i en komplicerad och kontraversiell rymd av modern konst”
Tair Salikhov.

### Filmografi
- 2011	”Skapare, icke schablonarbetare”, Urkundlig film om Semjon Kozjins skapande, regi Vladislav Artamonov.
- 2015	”Människar som gjorde Jorden runt. Konstnär”

## Målningar (urval)

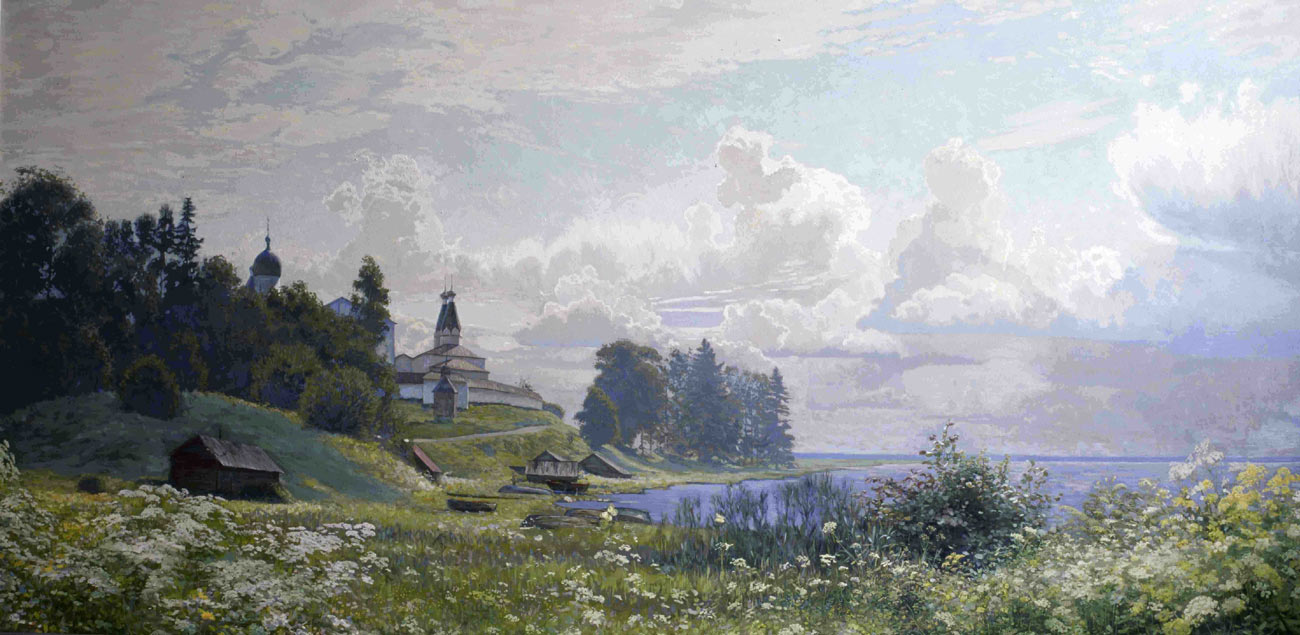
Klostret Ferapontov, 2003
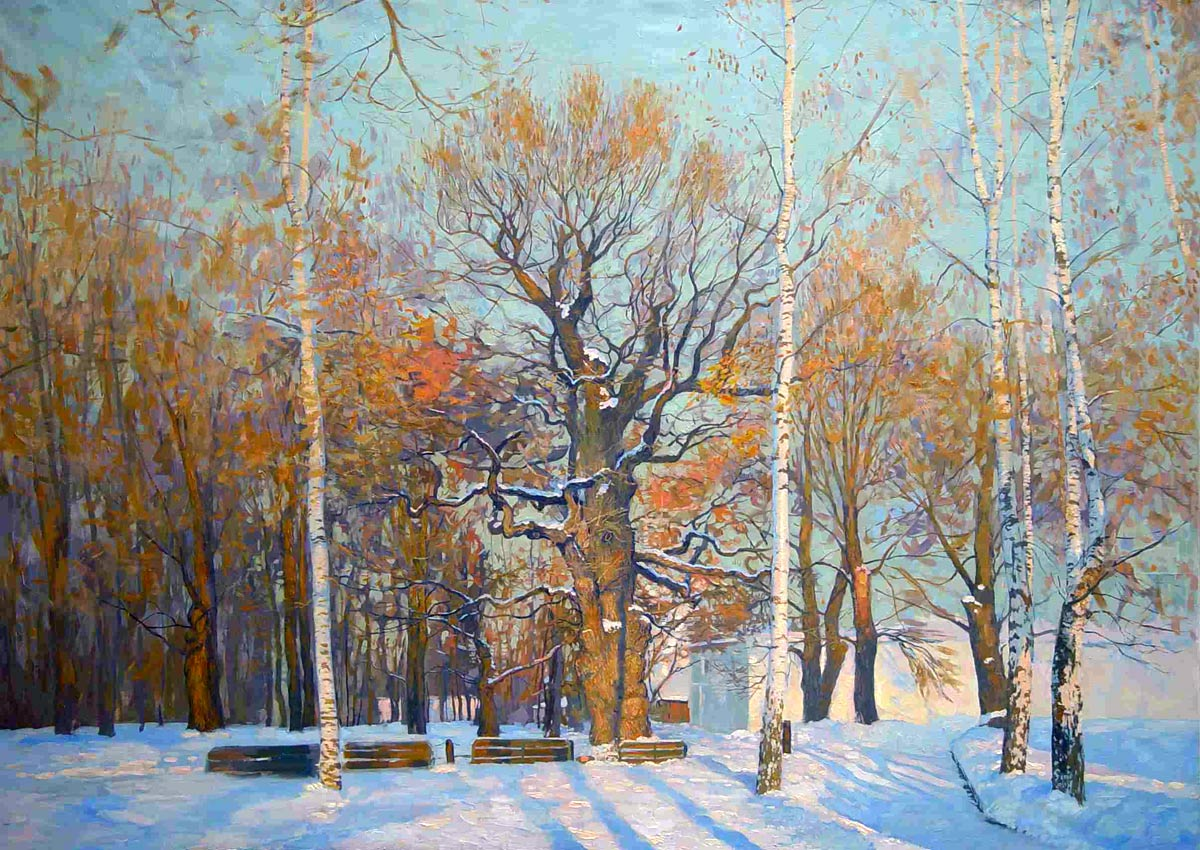
En gammal ek, Kolomenskoje, 2001 (Privat ägo, Moskva)
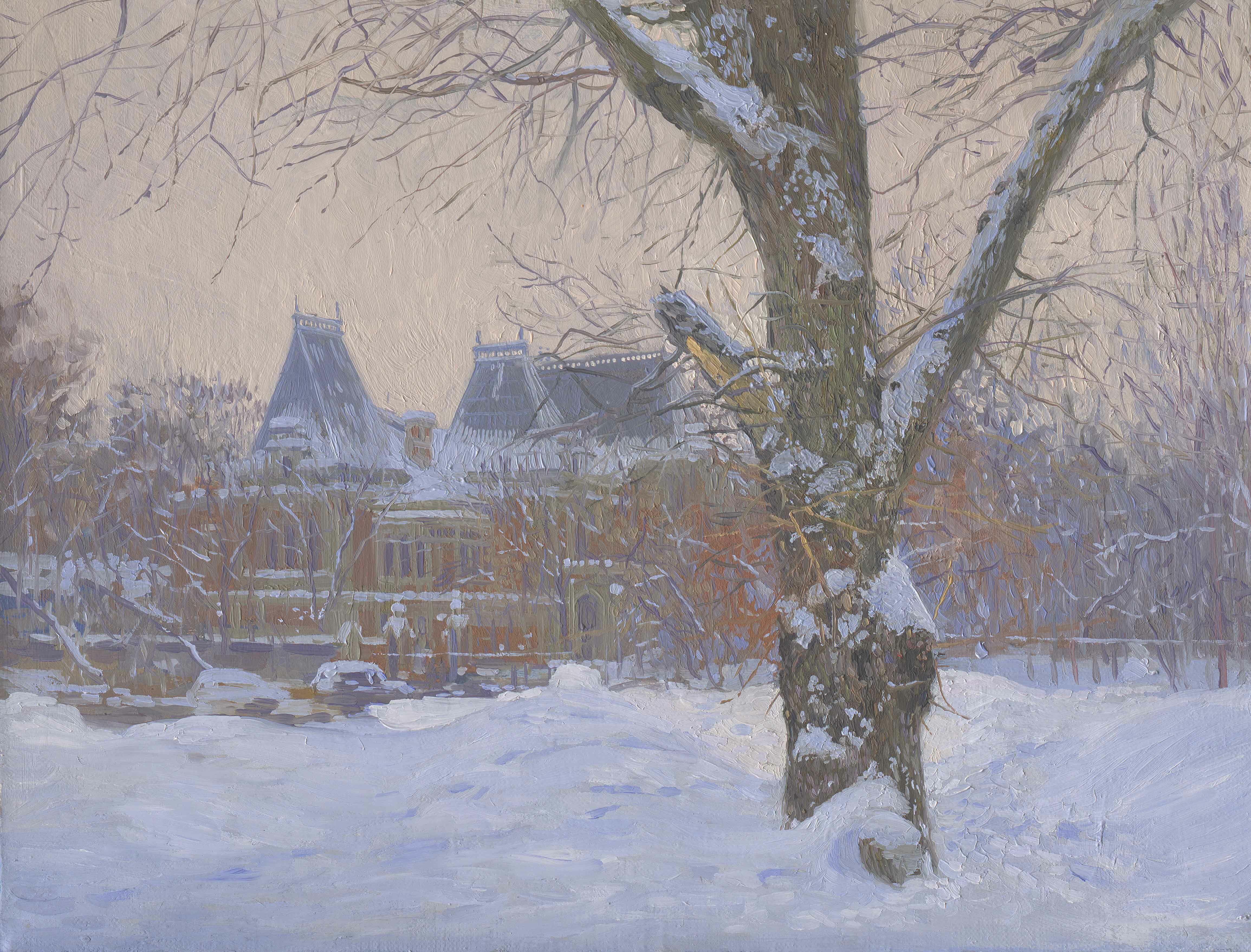
Granatnyj gränd, 2006 (Privat ägo, Irland)
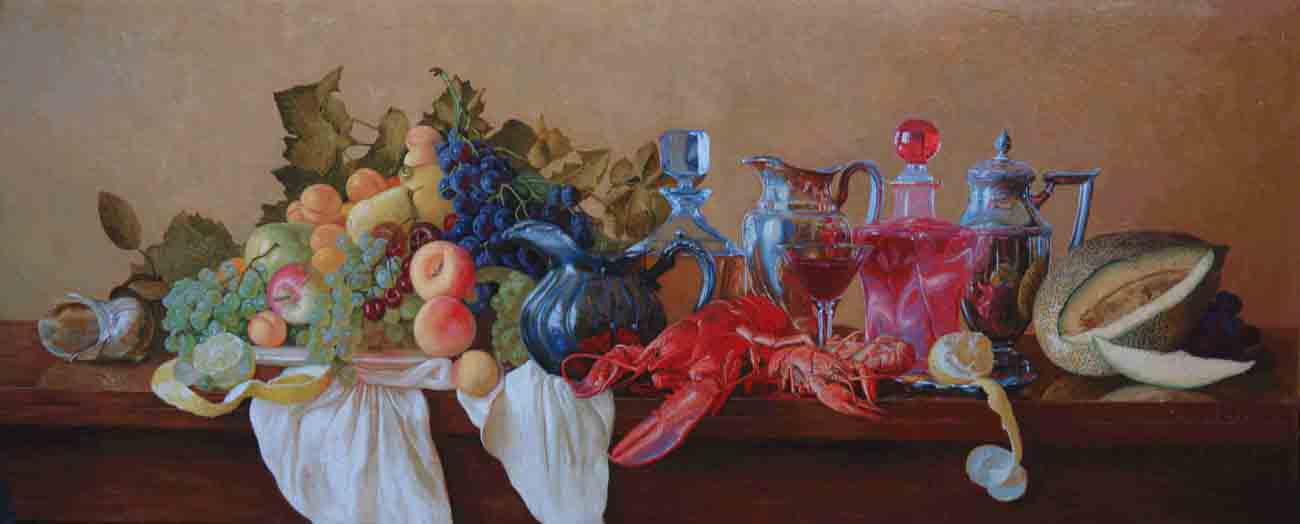
Stilleben med kräftor, 2006 (Privat ägo, Moskva)
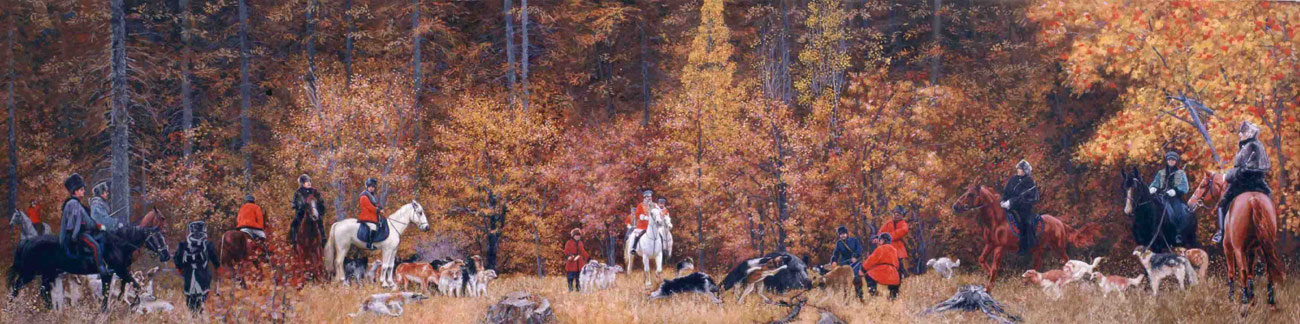
Rysk jakt, 2007 (Privat ägo, Moskva)

## Grafik (urval)

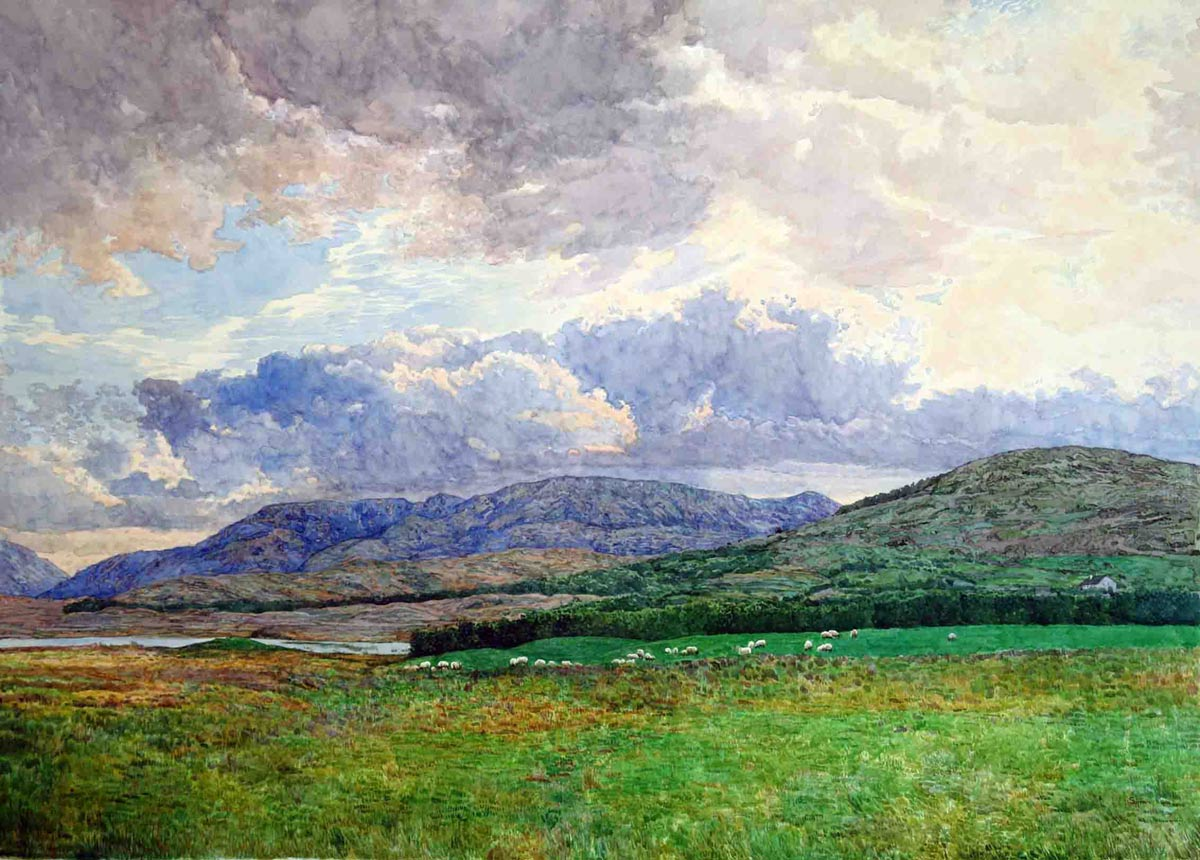
Connemaraberg, 2006 (Privat ägo, Moskva)